# Valeri Solanas
Valeri Džin Solanas (engl. Valerie Jean Solanas; Ventnor Siti, 9. april 1936 —San Francisko, 25. april 1988) bila je američka književnica i feministkinja, najpoznatija po svome delu SCUM Manifesto i po pokušaju ubistva Endija Vorhola. 
Rođena je u Ventnor Sitiju, u Nju Džerziju. Seksualno zlostavljana od strane oca, Solanas je pobegla od kuće u 15. godini i počela da živi na ulici. Uprkos tome uspela je da završi srednju školu i studije psihologije na Univerzitetu u Merilendu. Nakon završenih studija živela je od prostitucije i prosjačenja. Sredinom šezdesetih godina preselila se u Njujork gde je upoznala Endija Vorhola i dala mu na čitanje svoj pozorišni komad Up your ass, u nadi da će ovaj producirati njeno delo. Vorhol je delo izgubio, ali joj je dao malu ulogu u svom filmu I, a Man.
Godine 1967. Solanas je sama štampala SCUM Manifesto i počela da ga prodaje na ulici. Beskompromisna satira patrijarhalnog društva, kontroverzni SCUM Manifesto, već u prvoj rečenici koncipira društvo u kome će žene „zbaciti vladu, eliminisati novčani sistem, uvesti potpunu automatizaciju i uništiti muški pol“.
Iste godine Solanas je upoznala Morisa Žirodijasa, izdavača Olimpija Presa (Olympia Press), koji je s njom napravio dogovor o izdavanju SCUM Manifesta i njenih budućih tekstova. U strahu da ugovor koji je sklopila s Žirodijasom podrazumeva da se mora u potpunosti odreći prava na sva svoja buduća dela, Solanas počinje da veruje u zaveru izdavača i Endija Vorhola. Trećeg juna 1968, nakon što nije uspela da nađe Žirodijasa, odlazi u Vorholov atelje gde ispaljuje tri hica u njega, od kojih su prva dva promašaji, a treći ga pogađa. Nakon toga, Solanas se predaje policiji. Okrivljena je za pokušaj ubistva, napad i ilegalno posedovanje oružja i odslužila tri godine u pritvoru, uključujuči psihijatrijsku negu zbog dijagnostikovane paranoidne šizofrenije. Umrla je 1988. godine u San Fransisku od pneumonije.